# Yrjö Salpakari
Yrjö Sakari Salpakari (* 25. September 1945 in Lapua) ist ein ehemaliger finnischer Biathlet.
Yrjö Salpakari nahm zweimal an Olympischen Winterspielen teil. 1968 belegte sie in Grenoble den 25. Platz im Einzel, 1972 verpasste sie in Sapporo als Fünftplatzierte des Einzels eine Medaille um nicht einmal 25 Sekunden. Bei zwei Fehlern hatte er die Siebtbeste Laufzeit. Bei den Biathlon-Weltmeisterschaften 1974 in Minsk wurde Salpakari im Einzel Neunter.